# Asiceratinops amurensis
Asiceratinops amurensis är en spindelart som först beskrevs av Kirill Yeskov 1992.  Asiceratinops amurensis ingår i släktet Asiceratinops och familjen täckvävarspindlar. Inga underarter finns listade.